# إيزة عثمان (بوواضيل)
إيزة عثمان هو دُوَّار يقع بجماعة سيدي يحيى أو يوسف، إقليم ميدلت، جهة درعة تافيلالت في المملكة المغربية. ينتمي الدوّار لمشيخة بوواضيل التي تضم 5 دواوير. يقدر عدد سكانه بـ 175 نسمة حسب الإحصاء الرسمي للسكان والسكنى لسنة 2004.

## روابط خارجية
- البوابة الوطنية للجماعات الترابية
- المندوبية السامية للتخطيط